# 牛頭牌 (高文)
牛頭牌（Colman's）是一間位於英國諾福克郡诺维奇以製造芥末醬聞名的生產商，成立於1814年，是現存最古老的食品品牌之一，現時為联合利华旗下品牌。牛頭牌芥末醬的刺激性氣味來自褐芥末（Brassica juncea）及白芥末（Sinapis alba）。

## 歷史
高文（Jeremiah Colman）當初在諾域治鄰近一條名為 Bawburgh 的村莊開始製造芥末醬，並於1814年在諾域治以南的泰斯河（River Tas）上的「史托克聖十字架磨坊」（Stoke Holy Cross mill）成立J. & J.考尔曼公司（The J. & J. Colman）。直至1865年才轉到購自「諾福克鐵路公司」（Norfolk Railway Company）同樣位於諾域治南部的卡諾（Carrow）較大的廠房，一直運作至今。
從1855年開始採用其獨特的黃色包裝及牛頭商標，更於1866年榮獲皇家認證，供應芥末醬給维多利亚女王享用，直到今天仍為英國王室採用。
高文家族首創為員工建立的福利制度已成為諾域治歷史一部份，於1857年先為員工子弟設立學校，稍後於1864年公司聘請一名護士照顧患病員工，這些在當時是史無前例的創舉。
1903年收購競爭對手「金氏芥末醬」（Keen's Mustard）的製造商「魯賓遜·金公司」（Keen Robinson & Company），同時併購其汽水及嬰兒食品業務。更於1938年與「利潔時」（Reckitts）合併組成「利潔與高文」（Reckitt & Colman）家庭用品集團。1995年牛頭牌芥末醬脫離「利潔時」而成為英國联合利华旗下一份子，除原有的芥末醬外，利用品牌效應再發展辛辣調味品、醬汁及其他食品業務。
1973年為高文姪兒占士（James Colman）加入公司成為合伙人150周年紀念，特別安排在諾域治的王室商場（Royal Arcade）開設芥末醬專賣店，成為當地旅遊熱點，亦為公司推廣及銷售產品。

## 趣聞
- 牛頭牌一直與諾域治保持聯繫，在A140內環公路一段被命名為「高文路」（Colman Road）以紀念創辦的家族，「高文第一學校」（Colman First School）亦位於此。
- 牛頭牌曾經贊助當地的诺里奇城足球俱乐部，將「高文」印於球衣胸前。
- 自1880年到1939年期間，牛頭牌每年發行特別版圖案鐵罐，如遇特殊事件，更會增加次數，包括1902年7月紀念爱德华七世加冕典禮。
- 初期位於「史托克聖十字架磨坊」的工場仍然留存，現已改成餐廳，並有牛頭牌的紀念品陳列。

## 外部連結
- Colman's Official Website
- Colman's USA Page
- The Bawburgh Mill （页面存档备份，存于）
- The Stoke Holy Cross Mill （页面存档备份，存于）